# Heather-Jay Jones
Heather-Jay Jones, znana również jako Heather Jones – brytyjska aktorka.

## Filmografia[2]
- 1988: London's Burning jako Zoe, córka Fiony Pearce
- 1995: The Queen's Nose jako Melodia
- 1995: The Smiths jako Debbie Smith
- 1999: Koniec romansu jako pokojówka Henry’ego